# Burning Like a Flame
Burning Like a Flame è una canzone del gruppo musicale statunitense Dokken, estratta come singolo dal loro quarto album Back for the Attack nel dicembre del 1987. Ha raggiunto la posizione numero 72 della Billboard Hot 100 e la numero 20 della Mainstream Rock Songs negli Stati Uniti. È inoltre diventato il primo ed unico singolo del gruppo capace di entrare in classifica nel Regno Unito, arrivando alla posizione numero 78 della Official Singles Chart.

## Tracce
7" Single A|B Elektra 7-69435
1. Burning Like a Flame – 4:46
2. Lost Behind the Wall – 4:19

12" Single EKR67TP
1. Burning Like a Flame – 4:46
2. Lost Behind the Wall – 4:19
3. Back for the Attack – 3:51

## Classifiche
| Classifica (1987/88)          | Posizione massima |
| ----------------------------- | ----------------- |
| Regno Unito                   | 78                |
| Stati Uniti                   | 72                |
| Stati Uniti (mainstream rock) | 20                |